# Marcusenius moorii
Marcusenius moorii ist ein afrikanischer Süßwasserfisch aus der Familie der Nilhechte (Mormyridae). Er kommt im unteren und mittleren Kongo, im Ogowe, Kouilou/Niari und Sanaga in der Demokratischen Republik Kongo, der Republik Kongo, Gabun und Kamerun vor.

## Merkmale
Marcusenius moorii wird maximal 21,4 cm lang und hat eine typische Nilhechtgestalt mit einem mäßig hohen Körper, dessen Höhe 26,6 bis 32,8 % der Standardlänge erreicht. Die Kopflänge beträgt 24,1 bis 28 % der Standardlänge, er ist 1,1- bis 1,3-mal länger als hoch. Die Schnauze ist abgestumpft und erreicht 24,5 bis 28,6 % der Kopflänge. Das Maul ist endständig, der dicke Unterkiefer steht vor. Die Zähne, fünf im Oberkiefer und sechs im Unterkiefer, sind zweispitzig. Die Augen sind klein, ihr Durchmesser beträgt 12,9 bis 15,6 % der Kopflänge.
Rücken- und Afterflosse sitzen weit hinten, kurz vor dem langen Schwanzflossenstiel. Erstere erreicht eine Länge von 18,5 bis 20 % der Standardlänge und wird von 17 bis 26 Flossenstrahlen gestützt (Median = 24), die längere Afterflosse (23 bis 26 % der Standardlänge) von 24 bis 33 Strahlen (Median = 30). Die Brustflossen sind doppelt so lang wie die Bauchflossen und reichen bis hinter den Bauchflossenansatz. Entlang der Seitenlinie zählt man 37 bis 45 Schuppen, rund um den Schwanzflossenstiel acht. Zwischen Rücken- und Afterflosse liegen 14 bis 20 Schuppenreihen. Der Schwanzflossenstiel ist 2,3 bis 3,1-mal so lang wie hoch und erreicht eine Länge von 15,8 bis 18,9 % der Standardlänge. Die Schwanzflosse ist gegabelt mit abgerundeten Spitzen.
Die Fische sind rötlich-grau gefärbt, mit einem dunkelbraunen Querband, das sich zwischen den ersten 5 bis 10 Flossenstrahlen von Rücken- und Afterflosse erstreckt.
Wie alle Nilhechte ist Marcusenius moorii zur Elektrokommunikation und Elektroorientierung fähig. Sein elektrisches Signal ist einfach, hat eine zweiphasige Wellenform und dauert bei Weibchen und Jungfischen etwa 0,39 Millisekunden, bei ausgewachsenen Männchen 0,75 Millisekunden.